# Garbów (gmina)
Pour les articles homonymes, voir Garbów.
Garbów est une gmina rurale (gmina wiejska) du powiat de Lublin, dans la Voïvodie de Lublin, dans l'est de la Pologne.
Son siège administratif (chef-lieu) est le village de Garbów, qui se situe environ 20 kilomètres au nord-ouest de la capitale régionale Lublin (siège du powiat et capitale de la voïvodie).
La gmina couvre une superficie de 102,42 km2 pour une population de 8 969 habitants en 2006.

## Histoire
De 1975 à 1998, la gmina est attachée administrativement à l'ancienne Voïvodie de Lublin.

Depuis 1999, elle fait partie de la nouvelle voïvodie de Lublin.

## Géographie
La gmina inclut les villages (sołectwa) de :

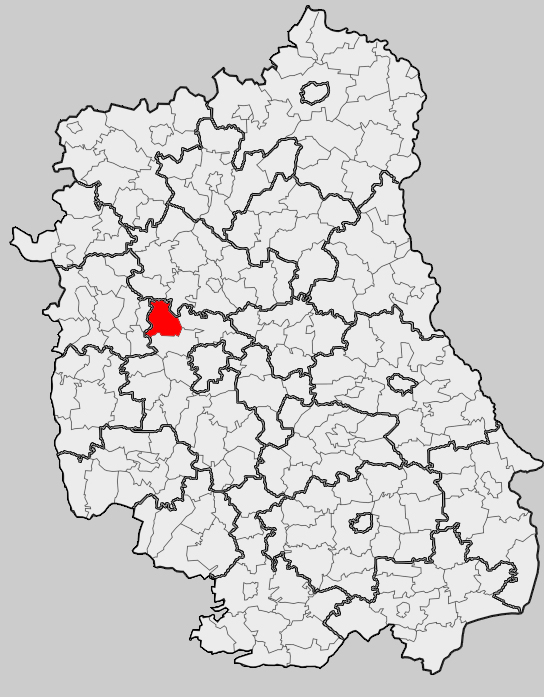
Position de la gmina dans la voïvodie

- Bogucin
- Borków
- Garbów
- Gutanów
- Janów
- Karolin
- Leśce
- Meszno
- Piotrowice-Kolonia
- Piotrowice Wielkie
- Przybysławice
- Wola Przybysławska
- Zagrody

### Gminy voisines
La gmina de Garbów est voisine des gminy de :
- Abramów
- Jastków
- Kamionka
- Markuszów
- Nałęczów
- Niemce

## Structure du terrain
D'après les données de 2002, la superficie de la commune de Garbów est de 102,42 kilomètres carrés, répartis comme telle :
- terres agricoles : 80 % ;
- forêts : 15 %.

La commune représente 6,1% de la superficie du powiat.

## Démographie
Données duu 30 juin 2004 :
| Description        | Total  | Total | Femmes | Femmes | Hommes | Hommes |
| ------------------ | ------ | ----- | ------ | ------ | ------ | ------ |
| Unité              | Nombre | %     | Nombre | %      | Nombre | %      |
| Population         | 8 968  | 100   | 4 539  | 50,6   | 4 429  | 49,4   |
| Densité (hab./km²) | 87,6   | 87,6  | 44,3   | 44,3   | 43,2   | 43,2   |